# درنای سرسیاه
درنای سرسیاه (نام علمی: Grus monacha) نام یک گونه از سرده درناها است.